# William Melvin Kelley

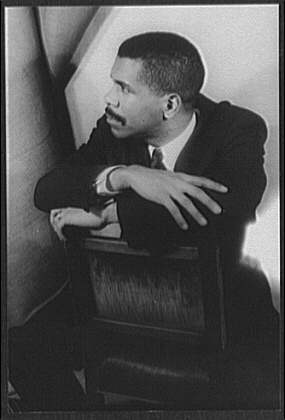
William Melvin Kelley (1963); fotografiert von Carl Van Vechten

William Melvin Kelley (* 1. November 1937 in New York City; † 1. Februar 2017) war ein US-amerikanischer Schriftsteller und Hochschullehrer.

## Leben
William Melvin Kelley wurde 1937 als Sohn von Agatha Garcia Kelley und William Kelley geboren. Sein Vater war Redakteur der traditionsreichen Amsterdam News, einer Zeitung für Afroamerikaner. Die Familie lebte in der Bronx, in einer „weißen“ Gegend, die von italo-amerikanischen Einwohnern dominiert wurde.
Er besuchte die renommierte Fieldstone Prep School und ging von dort an die Harvard University. Hier entdeckte er das Schreiben, das er zu seinem Beruf machen wollte, und wurde von Mentoren wie John Hawkes und Archibald MacLeish gefördert. Er gewann schon früh Literaturpreise, 1960 erhielt er den Dana Reed Prize der Universität. Während seiner Studienzeit starben nacheinander beide Eltern; William Kelley erzielte schlechte Ergebnisse in seinen Prüfungen und verließ die Universität ein Semester vor dem Abschluss. Er zog nach New York zu seiner Großmutter, die als Schneiderin arbeitete, und schrieb seinen Debütroman A Different Drummer (deutsch: Ein anderer Takt), der 1962 erschien.
1962 heiratete er die Malerin Karen Gibson, die sich später Aiki Kelley nannte. Das Paar verbrachte ein Jahr in Rom. 1964 veröffentlichte er die Kurzgeschichtensammlung Dancers on the Shore und 1965 den Roman A Drop of Patience. Im Februar 1965 brachte Aiki Kelley ihre Tochter Jessica zur Welt. Die Familie zog nach Paris, wo 1968 die zweite Tochter Cira geboren wurde. William Melvin Kelley unterrichtete in Paris an der America Academy. Der Plan der Kelleys war, in Paris Französisch zu lernen und dann im frankophonen Afrika nach ihren Wurzeln zu forschen. Stattdessen übersiedelten sie nach Jamaika, wo sie in ihrer Lebensweise zum Judentum konvertierten, allerdings ohne sich einer jüdischen Gemeinde anzuschließen.
1977 kehrte die Familie praktisch mittellos nach New York zurück und lebte in einem heruntergekommenen Haus ohne Strom oder Gas. Kelley schrieb kontinuierlich weiter, fand aber für seine späteren Werke keinen Verleger mehr. Von 1989 an bis zu seinem Tod lehrte er fiktionales Schreiben an der New School und am Sarah Lawrence College.
William Melvin Kelley starb im Alter von 79 Jahren.

## Werk
Kelley setzt sich in seinem Werk unter anderem mit dem Rassismus seiner Zeit auseinander. In seinem erfolgreichsten Roman, A Different Drummer, beschreibt er den fiktiven Exodus der Afroamerikaner aus einem fiktiven Bundesstaat im Süden der USA. Sprachlich zählte er zur Avantgarde; so verwendete er in seinen Dialogen gezielt den Duktus der farbigen Bevölkerung. Sein Roman ‘dəm’ ist in Lautschrift verfasst (= “them”), um die Aussprache exakter wiederzugeben.

## Veröffentlichungen
- A Different Drummer. Doubleday, New York 1962
  - Ein anderer Takt. Übersetzung Dirk van Gunsteren. Nachwort Kathryn Schulz. Hoffmann & Campe, Hamburg 2019, ISBN 978-3-455-00626-1.
- Dancers on the Shore. Kurzgeschichten. Doubleday, New York 1964
- A Drop of Patience. Doubleday, New York 1965
  - Ein Tropfen Geduld. Übersetzung Kathrin Razum. Hoffmann & Campe, Hamburg 2021, ISBN 978-3-455-01226-2.
- dəm. Doubleday, New York 1967
- Dunfords Travels Everywheres. Doubleday, New York 1970

## Ehrungen
- 1960: Dana Reed Literary prize der Harvard University
- 1962: Bread Loaf Writers Conference grant
- 1962: Preis der Whitney Foundation
- 1963: Preis der Rosenthal Foundation
- 1963: Preis der Transatlantic Foundation
- 1970: Preis der Black Academy for Arts and Letters
- 2008: Anisfield-Wolf Book Award für sein Lebenswerk
- 2021: American Book Award (postum) für Dunfords Travels Everywheres – zusammen mit Aiki Kelley (Illustration)